# آنی فیشر
آنی فیشر (به مجاری: Annie Fischer) (۵ ژوئیهٔ ۱۹۱۴ – ۱۰ آوریل ۱۹۹۵) نوازندهٔ پیانو کلاسیک، مربی موسیقی، و آهنگساز اهل مجارستان بود.
او در آکادمی موسیقی فرانتس لیست نزد اِرنو دونانی تحصیل کرد. آنی فیشر برندهٔ چندین جایزه، ازجمله مسابقهٔ بین‌المللی پیانونوازی فرانتس لیست (۱۹۳۳) و جایزهٔ کوشوت شد.
آنی فیشر بسیار از آثار تک‌نوازی و ارکسترالِ بسیاری از آهنگسازان، ازجمله بتهوون، موتسارت، روبرت شومان، بارتوک، فرانتس لیست، شوبرت، شوپن، یوهان سباستیان باخ، برامس، اِرنو دونانی، یوزف هایدن، زُلتان کُدای، و فلیکس مندلسون را اجرا کرده‌است.